# Heiligenberg (Badenia-Wirtembergia)
Heiligenberg – miejscowość i gmina w Niemczech, w kraju związkowym Badenia-Wirtembergia, w rejencji Tybinga, w regionie Bodensee-Oberschwaben, w powiecie Jezioro Bodeńskie, wchodzi w skład związku gmin Salem. Leży ok. 22 km na północny zachód od Friedrichshafen.